# 哲學入門

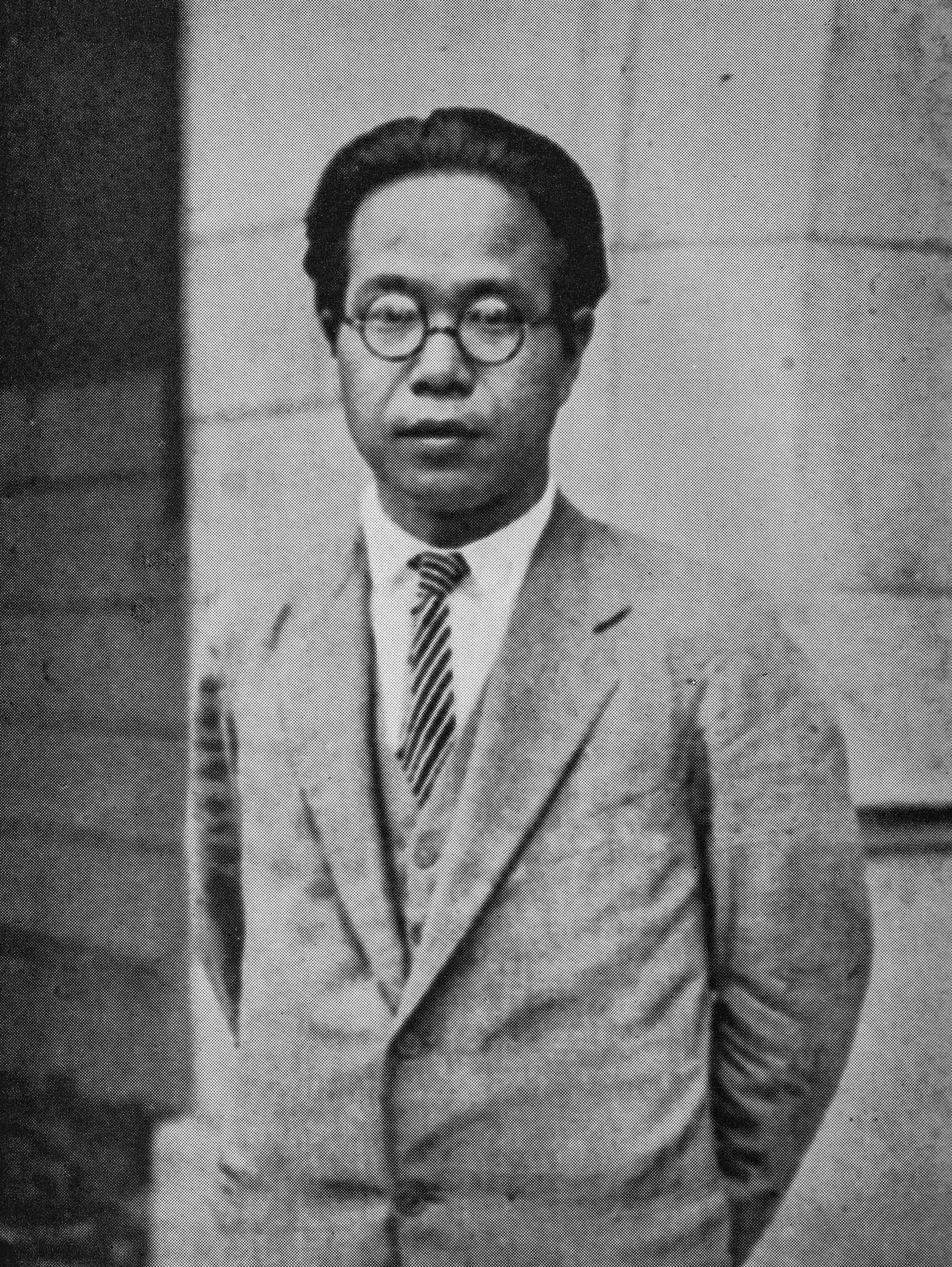
三木清

『哲學入門』（てつがくにゅうもん）は、三木清によって著された書籍。1940年（昭和15年）3月に岩波新書の一冊として刊行された。発行された『哲學入門』は発売後すぐに十万部を超えるベストセラーとなった。

## 概要
哲学書は一般的に難解であるが、多くの人に親しめるような、もう少し簡易な哲学書を書かせたいというのが、岩波書店の会長も務めた編集者の小林勇の願望であった。三木は、この要望に応えて1932年（昭和7年）7月、小林が経営していた鉄塔書院の機関誌『鉄塔』に『哲學はやさしくできないか』を寄稿した。
その後も小林から平易な哲学書執筆の依頼は繰り返され岩波に復職した小林の依頼により平易な哲学書として、1940年3月20日に岩波新書として出版された。

## 出版の経緯
難解な哲学を多くの読者が理解出来るような、簡易で親しみのある哲学書を書かせたいという願望を、岩波書店の会長も務めた編集者の小林勇にはあった。小林の要望に応えて1932年（昭和7年）7月、小林が経営していた鉄塔書院の機関誌『鉄塔』に『哲學はやさしくできないか』を寄稿した。
その後も小林から平易な哲学書執筆の依頼は繰り返された。1938年（昭和13年）1月に岩波書店に復職した小林より依頼を受け、多くの人が楽しめるようなわかりやすくかつ啓蒙的な『哲學講座』を単独で執筆することを決めた。
とある。また、
とあり、『哲學講座』六巻の執筆刊行が具体化した。平易で啓蒙的な哲学書の作成という目的に沿うものとするために、哲学にあまり知識のない一般人に対して三木が素人でも分かるような質疑応答を含む形式で講義を行って、その講義の速記録を加筆修正することで原稿を作成することになった。外部の希望者二、三人と岩波書店の従業員のうち哲学とは関係のない従業員で聴講を希望するものを集めて1938年（昭和13年）2月9日より講義が開催された。講義は13回行われて3月25日に終了した。
日記には
日記は1938年（昭和13年）5月1日までで途切れており、1940年（昭和15年）3月の『哲学入門』発行までの経緯はあきらかでない。

## 構成
序
目次
序論
一　出発點
二　人間と環境
三　本能と知性
四　經驗
五　常識
六　科学
七　哲学
第一章　知識の問題
一　眞理
二　模冩と構成
三　經驗的と先驗的
四　物 關形 形
五　知識の相對性と絶對性
六　知識の倫理
第二章　行爲の問題
一　道徳的行爲
二　徳
三　行爲の目的